# Jean Fontenay
Jean Fontenay (Hirel, 23 luglio 1911 – Saint-Malo, 21 maggio 1975) è stato un ciclista su strada francese che corse negli anni '30 e '40.

## Carriera
Professionista dal 1934 al 1939 e poi nuovamente nel 1947, riuscì ad ottenere 3 vittorie ed in una edizione del Tour de France, quella del '39, indossò per 2 tappe la maglia gialla. Fontenay aveva 2 fratelli, anche loro ciclisti, ma con minor fortuna: Joseph e Léon.

## Palmarès

### Strada
- 1935 (Helyett, una vittoria)

2ª tappa Tour de l'Ouest
- 1936 (Helyett, una vittoria)

5ª tappa Parigi-Nizza (Marsiglia > Tolone, cronometro)
- 1938 (Helyett, una vittoria)

Manche-Océan

## Piazzamenti

### Grandi Giri
- Tour de France

1935: 25º
1938: 24º
1939: 42º